# Rumeurs (série télévisée québécoise)
Pour les articles homonymes, voir Rumeurs (homonymie).
Rumeurs est une série télévisée québécoise en 142 épisodes de 22 minutes écrite par Isabelle Langlois, réalisée par Pierre Théorêt, Richard Lalumière et Louis Choquette et diffusée entre le 18 septembre 2002 et le 31 mars 2008 sur Radio-Canada.

## Synopsis
Esther est pigiste pour le magazine Le Monde du Store, tiré à 150 exemplaires. Ce n'est pas franchement ce dont Esther rêvait, mais tout change lorsque sa meilleure amie Hélène lui apprend qu'on cherche une nouvelle rédactrice en chef pour le magazine féminin Rumeurs. Le problème, c'est qu'Esther va devoir sacrément impressionner la directrice du magazine, Madame Lauzon, pour décrocher le poste. Esther se vante alors de pouvoir amener au sein du magazine, Benoît Dumais, un journaliste sportif de renom qu'elle n'a jamais rencontré. C'est le début d'une collaboration électrique, qui va semer la pagaille dans les bureaux de Rumeurs ainsi que dans leur entourage !

## Distribution
- Lynda Johnson : Esther Bérubé
- James Hyndman : Benoît Dumais
- Geneviève Brouillette : Hélène Charbonneau
- Véronique Le Flaguais : Michèle Lauzon
- Marie Turgeon : Sandra McLaren
- Rémi-Pierre Paquin : Christian Bergeron
- Patrice Coquereau : Frank Laliberté
- Sophie Cadieux : Clara Dumais
- Karen Elkin : Emily Lewis
- Alexandre Compagna : Felix Boudreau
- Sophie Prégent : Anne-Sophie Boudreau
- Guy Jodoin : Sabin Paquette
- Christian Bégin : Pierre-Paul Desrochers
- Dominic Philie : Charles Lanctôt
- Gilles Renaud : Gilbert Francoeur
- Janine Sutto : Rose Lauzon
- Normand Chouinard : Normand Bachand
- Alexandrine Agostini : Justine
- Alexandre Fortin : Guillaume
- Édith Cochrane : Madeleine
- Yanic Truesdale: Comptable de Rumeurs

## Anciens personnages
- Stéphane Archambault : Jacques Lacombe
- Guillaume Lemay-Thivierge : Samuel Godin
- Pierre Gendron : Vincent Maillet
- Karen Elkin : Emily Lewis (saisons 1 et 2)
- Monique Gosselin : Jacinthe Patry (saison 1)
- Julie Le Breton : Noémie (à partir de la saison 1)
- Anne Dorval : Valérie (à partir de la saison 2)
- Maxime Denommée : Simon Provencher (à partir de la saison 3)
- Patrick Hivon : David Fortin
- Anne-Marie Cadieux : Julie Legault (Saison 4)
- Mylène St-Sauveur : Daphné Leblanc-Dagenais

## Fiche technique
- Auteure : Isabelle Langlois
- Producteur : Jocelyn Deschênes
- Réalisateur : Pierre Théorêt
- Directrice, Émissions dramatiques et longs métrages, Radio-Canada : Francine Allaire
- Chef du contenu, Émissions dramatiques et longs métrages, Radio-Canada : Annie Charette
- Scripte-éditrice : Myrianne Pavlovic
- Productrice déléguée et directrice de production : Paule Gagnier
- Musique originale : DAZMO
- Montage : Christine Denault
- Productrice associée : Mélanie Lamothe
- Superviseur de production : Martine Allard
- Adjointe au producteur : Anne Bergeron
- Coordonnatrice de production : Lise Langevin
- Coordonnatrice aux textes : Toula Michalakis
- Assistante à la réalisation : Hélène Couture
- Régisseurs de plateau : Pierre St-Cyr et Manon Lacasse
- Assistante à la directrice de production : Mylène Genest
- Production : Sphère Média Plus

## Récompenses
L'Académie canadienne du cinéma et de la télévision a attribué à Rumeurs 19 Prix Gémeaux :
- Prix Gémeaux 2003 : Meilleure comédie — Meilleur premier rôle masculin dans une comédie pour James Hyndman — Meilleur premier rôle féminin dans une comédie pour Lynda Johnson — Meilleur rôle de soutien féminin dans une comédie ou un téléroman pour Geneviève Brouillette — Meilleure réalisation pour une comédie — Meilleur texte pour une comédie

- Prix Gémeaux 2004 : Meilleure comédie — Meilleur rôle de soutien féminin dans une comédie pour Véronique Le Flaguais — Meilleure réalisation pour une comédie

- Prix Gémeaux 2005 : Meilleure comédie — Meilleur rôle de soutien masculin dans une comédie pour Christian Bégin — Meilleur rôle de soutien féminin dans une comédie pour Véronique Le Flaguais — Meilleure réalisation pour une comédie — Meilleur texte pour une comédie

- Prix Gémeaux 2006 : Meilleure comédie — Meilleure réalisation pour une comédie — Meilleur texte pour une comédie

- Prix Gémeaux 2007 : Meilleur rôle de soutien masculin dans une comédie pour Christian Bégin

- Prix Gémeaux 2008 : Meilleur rôle de soutien féminin dans une comédie pour Véronique Le Flaguais

La série a également remporté un prix Olivier, en 2007, en tant que Comédie dramatique de l'année.

## Épisodes

### Première saison (2002-2003)
1. La fuite en avant (18 septembre 2002)
2. Premières impressions
3. Cherchez l'homme
4. Rivalités
5. Point de friction
6. Chassez le naturel
7. 25 trucs pour le rendre fou
8. Nouvelle administration
9. Insomnies
10. Le langage des signes
11. Noël pour les nuls
12. Moments de qualité
13. Petits vertiges
14. L'ombre d'un doute
15. Le détail qui tue
16. La petite bête
17. L'arme secrète
18. Tapage nocturne
19. Le facteur ex
20. Points sensibles
21. Une date à retenir
22. Petits arrangements avec la vérité
23. Juste avant le saut
24. La théorie du chaos
25. Ma vie est un téléroman [1/2]
26. Ma vie est un téléroman [2/2]

### Deuxième saison (2003-2004)
1. Passage à vide
2. La politique du petit pas
3. Machination
4. Les fleurs du tapis
5. Porté disparu
6. Féroce empathie
7. L'éloge de la cuite
8. Angle mort
9. Momentum
10. Sauts d'humeur
11. Pleine lune
12. La durée de vie moyenne d'un secret
13. Les mots pour ne pas le dire
14. Persona non grata
15. Effets secondaires
16. Le fait accompli
17. 0.9999
18. Les meilleures intentions du monde
19. Un peu de fatigue
20. Convergences
21. Linge sale
22. Douche froide
23. Péril en la demeure
24. Retour de flamme
25. Amour et biologie [1/2]
26. Amour et biologie [2/2]

### Troisième saison (2004-2005)
1. Dépression, post-partum et autres réjouissances
2. Manipuler avec soin
3. Le démon du matin
4. Invasions barbantes
5. Du monde au balcon
6. Alter ego
7. Le grand désamour
8. Catharsis
9. Thérapies de couple
10. Vie de famille
11. Jardins secrets
12. Le bonheur en question
13. Le retour du refoulé [1/2]
14. Le retour du refoulé [2/2]
15. Garde partagée
16. Sturm und drang
17. Restructuration
18. Rechutes
19. Apprivoiser le chaos
20. La vérité toute nue
21. L'art de la conversation
22. Anatomie de l'échec amoureux
23. Petits désastres entre amis
24. Éros et Thanatos
25. La grande noirceur [1/2]
26. La grande noirceur [2/2]

### Quatrième saison (2005-2006)
1. Le retour du pendule
2. Seconds débuts
3. Et plus, si affinités
4. Marivaudage extrême
5. L'état des lieux
6. La part d'ombre
7. Nostalgies
8. Mots choisis
9. La gestion du bonheur
10. Duos et duels
11. Le plus petit dénominateur...
12. Nul si découvert
13. Apologie du compromis
14. Fuite dans les idées
15. Ennuis mineurs au paradis
16. Un cadavre dans le placard
17. Force majeure
18. Buffet à volonté
19. Poussières d'étoiles
20. Les papillons
21. Le cœur a ses démons [1/2]
22. Le cœur a ses démons [2/2]

### Cinquième saison (2006-2007)
1. Tourner la page
2. Suite et fuite
3. Trafic
4. Changement de régime
5. La belle et l'air bête
6. Mauvais karma
7. Rapprochements
8. L'éternel féminin
9. Le don de soi
10. Pardons et contrition
11. Patience dans l'azur
12. Apprivoisements
13. Crises et chuchotements
14. Le commencement de la fin
15. Le grand inconnu
16. La thèse de l'accident
17. Désordres habités
18. Accommodements raisonnables
19. Sans issue
20. La culture du silence
21. Attention, fragile [1/2]
22. Attention, fragile [2/2]

### Sixième saison (2007-2008)
1. Les dents de l'amère
2. Dans le meilleur des mondes
3. Cap sur la jugulaire
4. Improvisation mixte
5. La chimie des âmes
6. En toute inimitié
7. Filet mignon
8. Éthique et étiquette
9. Black out
10. Médecine douce
11. Lâcher prise
12. La vérité toute nue
13. Le but de l'exercice
14. Rationalisation
15. Les 2 solitudes
16. Refermer la parenthèse
17. Promenade dans un champ de mines
18. Procès d'intention
19. Toute bonne chose… (n'a pas de fin) (1/2)
20. Toute bonne chose… (n'a pas de fin) (2/2)

## Détails
Une adaptation anglophone du concept, intitulée Rumours, est diffusée pour le Canada anglais sur la CBC en 2006. Elle est annulée faute d'audiences après 9 épisodes.
L'annonce de l'arrêt de la série est fait en juin 2007.